# ニック・ユソフ
ニック・ユソフ・ビン・ニック・アリ （マレー語: Nik Yusof bin Nik Ali、1925年10月25日 - 1945年8月7日（推定））は、マレーシアの学生。広島市への原子爆弾投下で被爆死した南方特別留学生ニック・ユソフとして知られている。

## 来歴
マラヤクランタン州の貴族ダトー家の出身。イギリス領マラヤコタバル生まれ。幼少期はイスマイル・イングリッシュスクール、パタン・ガロン・マレー学校で学ぶ。
太平洋戦争勃発後進行してきた旧日本軍がイギリスを排除したことにより、日本の統治が始まる。現地軍政部が設置した昭南興亜訓練所で日本語を学び、その中で南方特別留学生1期生に選抜され1943年来日、国際学友会日本語学校での語学研修の後、1944年広島高等師範学校（現広島大学）へ入学し同年卒業後、1945年4月旧制広島文理科大学（現広島大学）へ進学し教育学を専攻した。
1945年8月6日、1限目に授業がなかったため留学生寮である興南寮の玄関（爆心地から約900m）で、あるいは永原敏夫教授と一緒に通学途中で被爆したと見られている。以下、その後の目撃情報を列挙する。
1. 大学で被爆した留学生たちが寮へ向かう途中、ユソフと永原に合う。ユソフと永原はそのまま学校へ報告に向かい、他の留学生たちは寮へ向かう[5]。
2. 大学で一人の留学生が寮の被爆状況を報告する。これがユソフと推定されている[5]。
3. （寮があった旧・大手町八丁目は8時50分から出火し15時頃鎮火したとしている[7]）。
4. 寮の向かいに住むS氏が明治橋上で顔や手足に火傷を負ったユソフと遭遇[5]。
5. 翌7日正午ごろ、H氏（のちに興南寮跡碑建立に尽力した人物）が楽々園の路上で瀕死の留学生らしい人物から水を求められる。これがユソフと推定されている[5]。
6. 後に五日市町の消防士が光禅寺に3つ遺骨を運び込み、住職に保管を依頼した。その1つにニック・ユソフの名が書かれた紙が貼ってあった[5]。

以上より、ユソフは8月7日に死亡したと推定されている。

## 墓標
ユソフは光禅寺に埋葬された。1964年、アジア学生文化協会が南方特別留学生として日本で死亡した3人の家族いわゆる客死マレーシア留学生遺族団を日本に招待し、それぞれ墓に案内し慰霊式を行った。この時に合わせ光禅寺住職がユソフの墓をイスラム式に建て替えた。1988年由来が書かれた石碑が建立された。
毎年8月6日、有志や広島大学関係者により慰霊祭が行わている。

## 参考資料
- 江上芳郎 (1993). “南方特別留学生招へい事業に関する研究 (10) : 日本で死亡した4人の南方特別留学生とその墓” (PDF). 鹿兒島経大論集 (34) 2 (鹿児島国際大学):  87-106 2018年8月3日閲覧。.